# バビロンの塔
『バビロンの塔』（Tower of Babylon）は、1990年に出版されたアメリカの作家テッド・チャンによるサイエンスファンタジー小説。物語は、バビロンの塔の大規模建設事業がなされたとされる、神話の時代を描いており、作中では、天動説や天体球など、前時代的科学的宇宙論の原則が真実だという設定になっている。チェンの最初の出版物。
1991年のネビュラ賞 中編小説部門を受賞。2002年出版の短編小説集「あなたの人生の物語」 に、作品の一つとして編纂されている。

## あらすじ
主人公の青年ヒラルムは、現在のイランにあったとされるエラムの国の鉱夫。ある時、何世紀にも渡って建設されてきた巨大なレンガ造りのバビロンの塔での任務に召喚される。ヤハウェの創造物を見つけ出すため、空の丸天井に穴を掘ることを依頼され、同僚らと共に雇われバビロンへ赴く。
ヒラルムは一人、無事に丸天井を潜り抜けることができたが、これまでのひたすら上へ向かって続けてきた危険な旅が終わってみれば、そこが期待していた天国などではなく、塔から少し離れた場所の地上であったことに気付く。
ヒラルムは、神がこの世界を創造した際、円筒印章を使ったのだということを思い出す。天国と地上は世界の真反対であると人類は考えていたが、実際は天国と地上が接続するように創造されていたのである。

## 受賞歴
1991年にネビュラ賞 中編小説部門を受賞し、同年にヒューゴー賞 中編小説部門にノミネートされた。